# 阿米利亞縣 (維吉尼亞州)
阿米利亞县（英語：Amelia County）是美國維吉尼亞州中南部的一個縣。面積1,396平方公里。根據美國2000年人口普查，共有人口11,400人。縣治阿米利亞縣縣府。
成立於1734年2月1日。縣名紀念英王喬治二世的次女大不列顛的愛蜜莉亞。